# هواگرد شناسایی ناوپایه آزمایشی کاواساکی
هواگرد شناسایی ناوپایه آزمایشی (به ژاپنی: 試作艦上偵察機) یک هواگرد بال‌چتری تک‌موتوره دو سرنشین ساخت شرکت کاواساکی در امپراتوری ژاپن بود که نخستین پرواز خود را سال ۱۹۳۱ انجام داد. این هواگرد به سفارش نیروی دریایی امپراتوری ژاپن طراحی شد اما پس از ساخت یک فروند، از مرحله پیش‌نمونه فراتر نرفت.

## طراحی
نیروی دریایی امپراتوری ژاپن ماه مارس سال ۱۹۲۷ تصمیم به تولید یک هواگرد آزمایشی گرفت. این هواگرد می‌بایست تک‌موتوره ناوپایه از گونه شناسایی می‌بود که سازه‌ای تمام‌فلزی با پوشش پارچه‌ای می‌داشت. انجمن داوطلبان دفاع دریایی (کایبو گیکای) مخارج این طرح را تأمین می‌کرد. سفارشی شرکت کاواساکی سفارشی در این باره از طرف نیروی دریایی دریافت کرد.
کار طراحی به رهبری ناگاهاتا جو-ایچیرو و دستیارش ساتو هیروشی مارس سال ۱۹۲۷ آغاز شد و ماه ژوئن سال ۱۹۲۸ به اتمام رسید. کاواساکی یک هواگرد بال‌چتری کاملاً خود ایستا با برآافزای شکاف‌دارِ بزرگ طراحی کرد. این نخستین استفاده از از این شکل از پیکربندی در ژاپن و احتمالاً جهان بود. در این هنگام هیچ هواگرد تک‌باله ناوپایه و هیچ هواگرد بال‌چتری با برآافزای شکاف‌دار وجود نداشت. بدنه این هواگرد مقطع عمودی غیرمعمول تقریباً مثلثی داشت. سازه هواگرد بسیار متأثر از شیوه طراحی شرکت آلمانی دورنیه بود. دو سرنشین هواگرد در اتاقک سر باز می‌نشستند.
ساخت هواگرد ماه سپتامبر سال ۱۹۲۸ در کارخانه کشتی‌سازی کاواساکی تکمیل شد. پروازهای آزمایشی از ماه مارس سال ۱۹۲۹ در کاسومیگائورا با نظارت یاماموتو ساکائه از طرف نیروی دریایی، صورت گرفت. به هر صورت آزمایش‌ها پس تعداد بسیار کمی پرواز به جهت مشکلات برآافزار متوقف شد. هیچ بهبودی در برآافزاها صورت نگرفت. با توجه به فوق سری بودن پروژه این هواگرد، هیچ اطلاعات دیگری از آن در دست نیست. این آخرین همکاری بین شرکت کاواساکی و نیروی دریایی امپراتوری ژاپن بود. پس از آن این شرکت، جز چند نمونه غیرنظامی، صرفاً برای نیروی زمینی امپراتوری ژاپن هواگرد تولید کرد.

## مشخصات فنی
مشخصات عمومی
- خدمه: ۲ نفر
- طول: ۱۰٫۶۵ متر
- ارتفاع: ۳٫۱۸ متر
- طول بال: ۱۶٫۶ متر
- مساحت بال: ۴۳٫۷ متر مربع
- وزن خالی: ۱٬۲۰۰ کیلوگرم
- وزن بارگذاری‌شده: ۱٬۸۰۰ کیلوگرم
- بار بر بال: ۴۱٫۲ کیلوگرم بر متر مربع
- نیرومحرکه: ۱ × موتور وی‌شکل ۱۲ سیلندر میتسوبیشی-هیسپانو-سوئیتسا خنک شونده با آب: ۶۰۰ اسب بخار
- نسبت وزن به توان: ۴ کیلوگرم بر اسب بخار
- پیش‌ران: ملخ دو تیغه چوپی

عملکرد
- بیشینه سرعت: ۱۴۲ گره (۲۶۳ کیلومتر بر ساعت) در سطح دریا
- کمینه سرعت: ۳۷ گره (۶۹ کیلومتر بر ساعت) در سطح دریا
- سقف پرواری: ۱۰٬۰۰۰
- پایایی پروازی: ۳ ساعت